# Sarah Vandella
Sarah Vandella est une actrice pornographique américaine.

## Biographie
Sarah a dansé dans des clubs à l'âge de 18 ans avant de déménager dans le Nevada pour travailler comme escorte. Là-bas, elle a rencontré d'autres filles qui tournaient du porno et cela l'a intéressée au commerce. En 2007, elle commence sa carrière dans le porno à l'âge de 24 ans. Depuis, elle est apparue sur des sites pornographiques tels que Bang Bros, Reality Kings, Brazzers et Naughty America, ainsi que dans plus de 1090 sorties en DVD.
En octobre 2009, elle a signé avec Zero Tolerance Announits en tant que star contractuelle sous le nom de Sara Sloane. Elle a joué dans plus de 20 titres pour Zero Tolerance et ses compagnies sœurs avant d'être libérée de son contrat et de retrouver son nom de scène d'origine.
En novembre 2018, Sarah a annoncé sa deuxième opération du sein.
Elle pratique également l'escorting de luxe.

## Récompenses
- Nommée au XRCO Awards en 2009 dans la catégorie Deep Throat Award[3]
- Nommée aux Urban X Awards en 2009 dans la catégorie Best Couple Sex Scene pour le film Booty I Like 5[4]
- Nommée aux AVN Awards en 2010 dans la catégorie Best Couples Sex Scene pour le film Booty I Like 5[5]
- Nommée aux AVN Awards en 2010 dans la catégorie Best POV Sex Scene pour le film Pole Position: Lex POV 9[5]
- Nommée aux AVN Awards en 2011 dans la catégorie Best Supporting Actress pour le film Official Wife Swap Parody[6]
- Nommée aux AVN Awards en 2011 dans la catégorie Best Tease Performance pour le film Downtown Girls [6]
- Nommée aux AVN Awards en 2011 dans la catégorie Best Three-Way Sex Scene (G/G/B) pour le film All About Sara Sloane[6]
- Nommée aux AVN Awards en 2012 dans la catégorie Best Supporting Actress pour le film Official Psycho Parody[7]
- Nommée aux AVN Awards en 2012 dans la catégorie Best Solo Sex Scene pour le film Superstar Showdown: Alexis Texas vs. Sarah Vandella[7]
- Nommée aux AVN Awards en 2012 dans la catégorie Best All-Girl Group Sex Scene pour le film All About Kagney Linn Karter[7]
- Nommée aux XBIZ Awards en 2012 dans la catégorie Acting Performance of the Year, Female pour le film Bridesmaids XXX[8]

## Filmographie sélective
Films érotiques
- 2011 : Bikini Time Machine (téléfilm) : Princess

Films pornographiques
- 2007 : Initiations 21
- 2008 : Booty I Like 5
- 2008 : Bad Wives Book Club
- 2009 : Pole Position: Lex POV 9
- 2009 : Girlvana 5
- 2010 : Official Wife Swap Parody
- 2010 : Downtown Girls
- 2010 : All About Sara Sloane
- 2011 : Superstar Showdown: Alexis Texas vs. Sarah Vandella
- 2011 : Bridesmaids XXX
- 2011 : All About Kagney Linn Karter
- 2011 : Official Psycho Parody
- 2012 : Molly's Life 17
- 2012 : Big Wet Asses 22
- 2013 : We Live Together 26
- 2013 : Big Titty Lesbians 3
- 2014 : Loved By a Lesbian
- 2014 : Anal Size My Wife 6
- 2015 : All Girls All the Time
- 2015 : Brazzers Meanest Lesbians
- 2015 : I Like Girls
- 2016 : Bringing Back the Bush
- 2016 : Cougars Crave Young Kittens 15
- 2017 : Family Hookups - Sarah Vandella
- 2017 : Lesbian Babysitters 14
- 2018 : Lesbian Adventures: Strap-On Specialist 13
- 2018 : Mother-Daughter Exchange Club 55
- 2018 : Mother-Daughter Exchange Club 56
- 2019 : Lesbian Seductions 66
- 2019 : Women Seeking Women 167